# الخنق
الخنق بلدية من بلديات ولاية الأغواط وهي تابعة إداريا لدائرة عين ماضي. يحدها من الشمال بلدية تاجموت ومن الغرب بلدية الحويطة ومن الجنوب بلديتي حاسي الرمل وبلدية بن ناصر بن شهرة ومن الشرق بلدية الأغواط وهي تبعد عن مقر الولاية حوالي7 كلم وهي من أقرب البلديات لعاصمة الولاية الأغواط.

## محطة الطاقة الشمسية

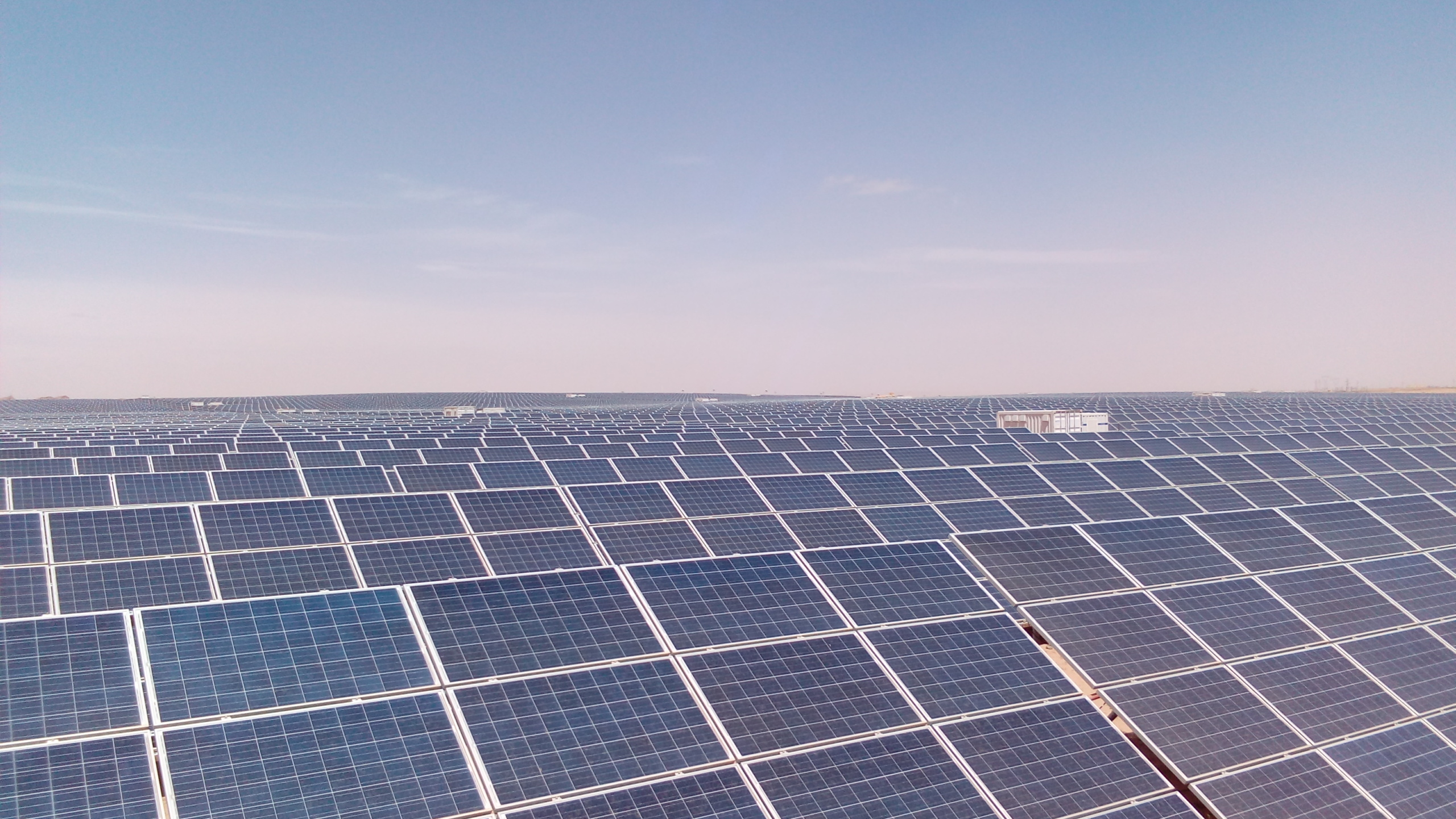

هي محطة طاقة كهرضوئية جزائرية تقع في بلدية الخنق التابعة لولاية الأغواط
نظرًا لموقعها الجغرافي، تحوز منطقة الخنق على واحدة من أعلى مخزونات الطاقة الشمسية في العالم، مع فترة سطوع للشمس تتجاوز 1800 ساعة / سنة وفقًا للمتخصصين.
تعد محطة الطاقة الشمسية الكهروضوئية (20 + 40) ميغاوات في الخنق جزءًا من البرنامج الوطني للطاقة المتجددة وكفاءة الطاقة.
تنتج هذه المحطة ما يفوق ال 100 ألف ميغاواط ساعي سنويا و تؤمن سُبع (1/7) احتياجات الولاية من الطاقة الكهربائية.
دخلت هذه المحطة حيز الخدمة في أفريل 2016 و من المرتقب أن تدخل في الربحية في آفاق شهر سبتمبر 2025.

## مناظر طبيعية بالخنق

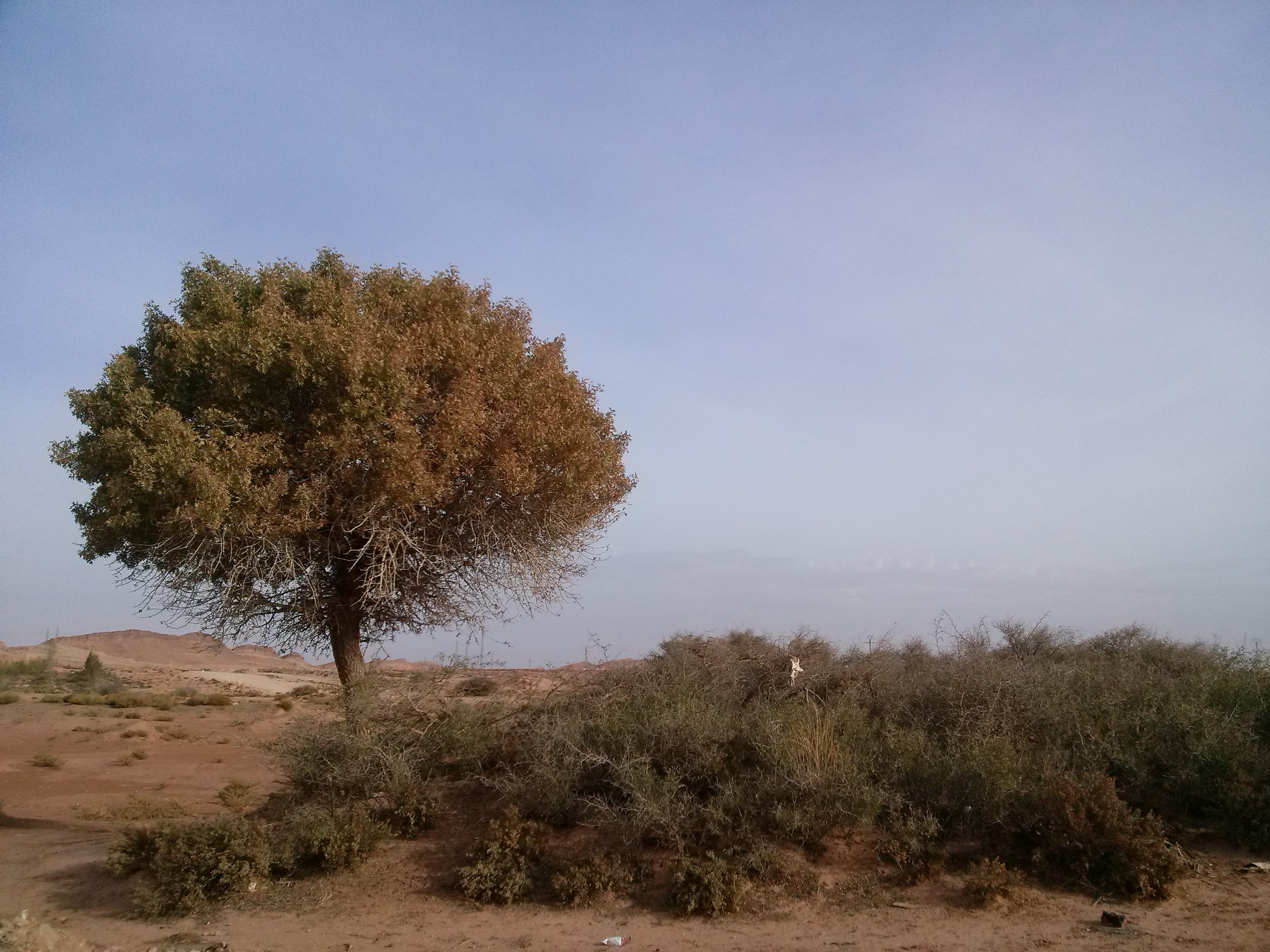
من طبيعة الخنق
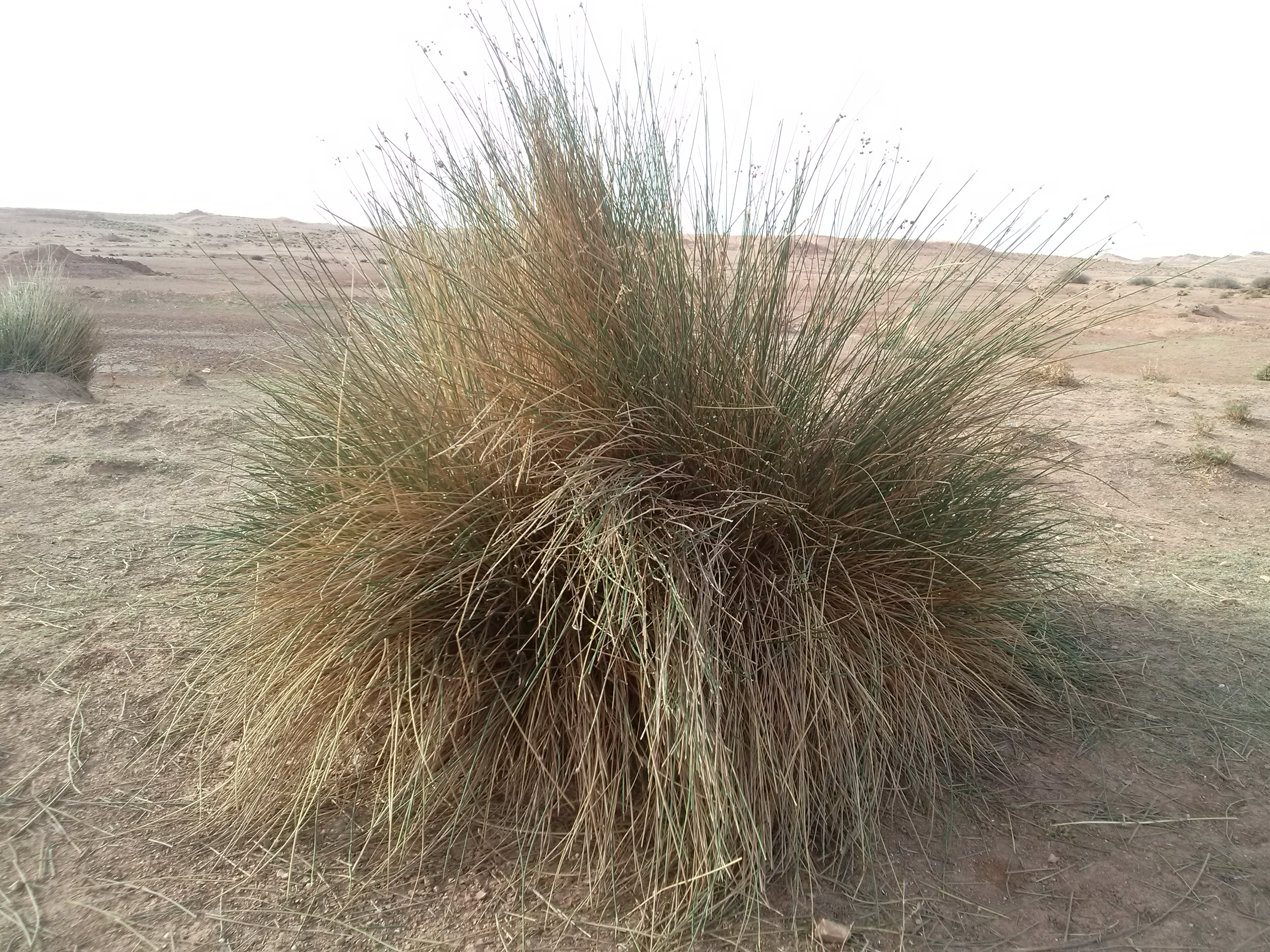
من طبيعة الخنق
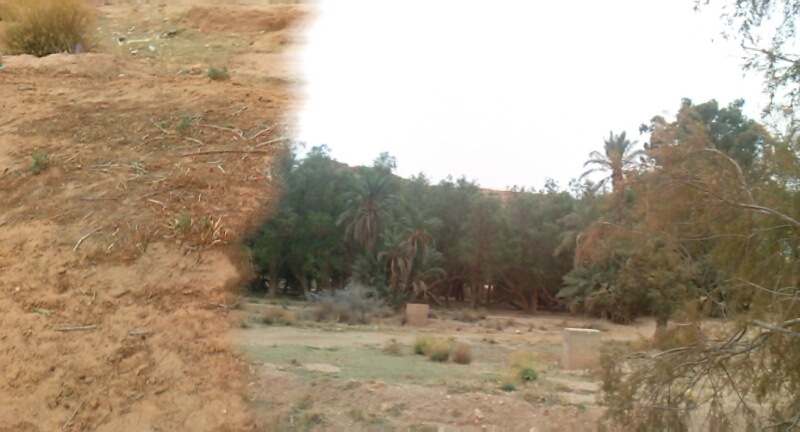
من طبيعة الخنق
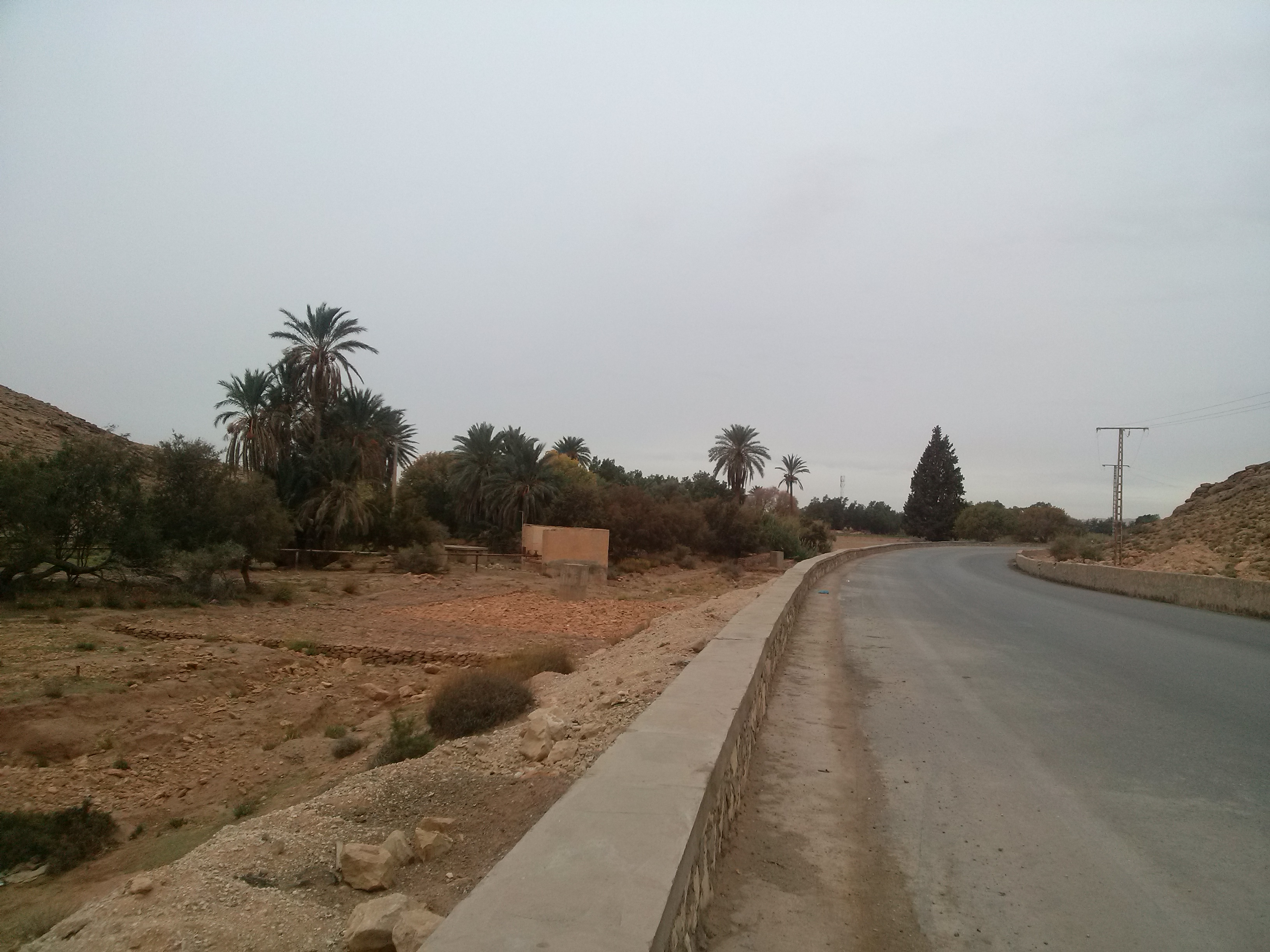
من طبيعة الخنق
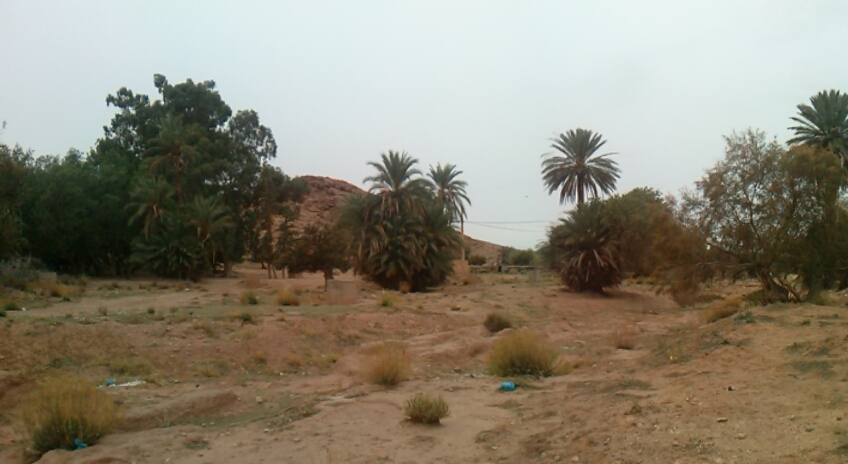
من طبيعة الخنق
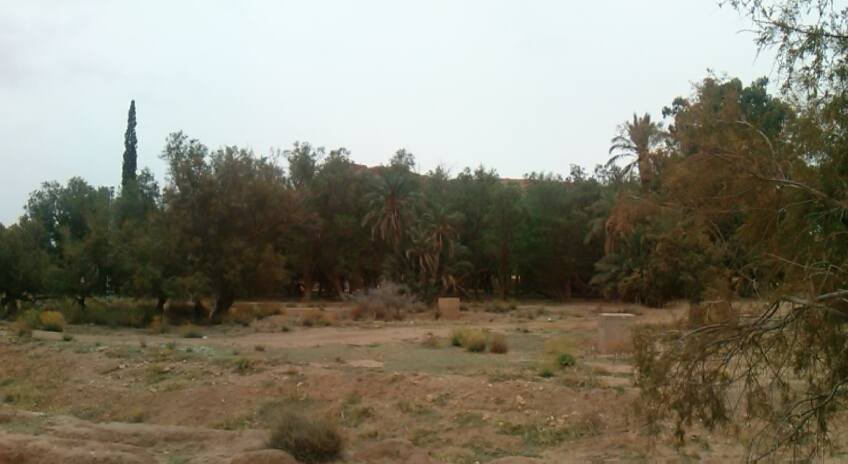
من طبيعة الخنق
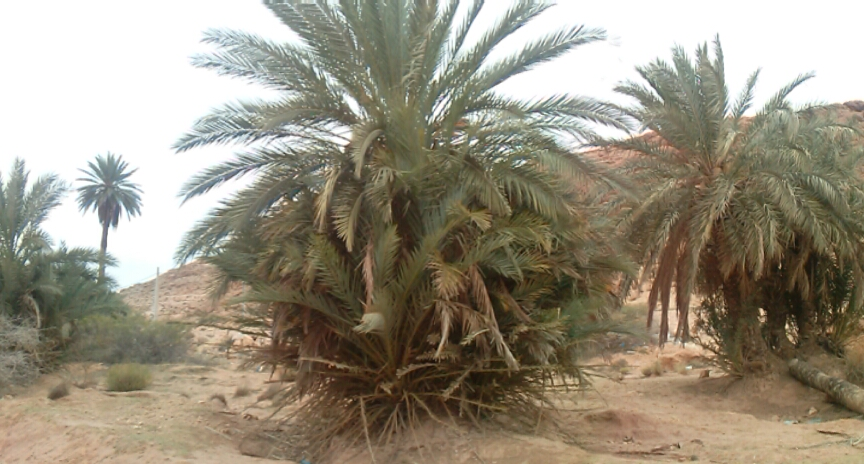
من طبيعة الخنق
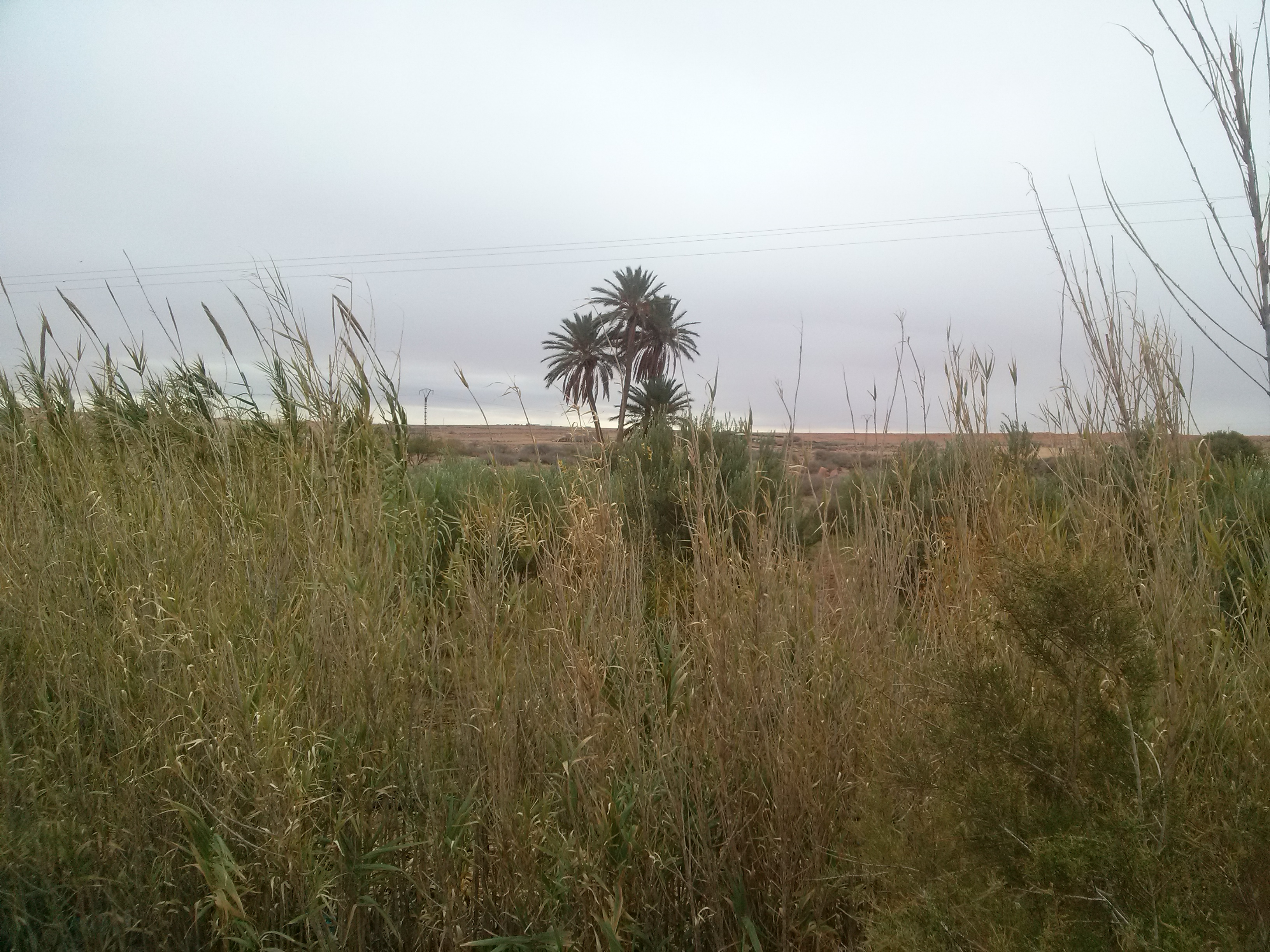
من طبيعة الخنق
من طبيعة الخنق

## جغرافيا
| الأغواط         |       | تاجموت   |
| بن ناصر بن شهرة | إسم ؟ | الحوايطة |
| حاسي الرمل      |       | عين ماضي |